# باشگاه فوتبال سوئیچتپکز
باشگاه دپورتیوو سوئیچتپکز یک باشگاه فوتبال اهل گواتمالا است که در لیگ دسته دوم این کشور شرکت می‌کند. آنها در مازاتینانگو، بخش سوئیچتپکز مستقر هستند و ورزشگاه خانگی آنها ورزشگاه کارلوس سالازار هیجو است. این تیم در سال ۱۹۶۰ تاسیس شد و دو قهرمانی لیگ ناسیونال را در سال‌های ۱۹۸۳ و ۲۰۱۶ به دست آورد.

## افتخارات
- جام برندگان جام کونکاکاف: ۱ مقام چهارمی
  - ۱۹۹۳
- لیگ ناسیونال: ۲ قهرمانی
  - ۸۳–۱۹۸۲، کلاسورا ۲۰۱۶

## بازیکنان برجسته
- خولیو سزار اندرسون
- کارلوس کاستانیدا